# سلطه‌گری مالی
سلطه‌گری مالی  یا فیندوم (به انگلیسی: Findom) گونه‌ای فعالیت متداول در بی‌دی‌اس‌ام می‌باشد. در این فعالیت که معمولا در رابطه‌ی سلطه‌گری و سلطه‌پذیری شکل می‌گیرد، فرد سلطه‌پذیر اموال شخصی و پول خود را به صورت هدیه بدون توقع نزدیکی جنسی به فرد سلطه‌گر تقدیم می‌کند.

## علائم و ساختار
در این سبک زندگی با تمایلات فتیش جنسی، علی‌الخصوص در رابطه‌ی سلطه‌گری و سلطه‌پذیری، فرد سلطه‌پذیر مالی، اموال خود را به فرد سلطه‌گر مالی تقدیم می‌کند. جنسیت فرد سلطه‌گر مالی می‌تواند هم مونث و هم مذکر باشد اما غالبا افراد سلطه‌پذیر مالی مذکر هستند. سلطه‌گری مالی قبلاً نیز به صورت انفرادی انجام می‌شد، اما تنها پس از وجود اینترنت بود که  این پدیده به صورت عمومی گسترش یافت و شکل فعلی را به خود گرفت. رابطه و فعالیت بین دو طرف که معمولا شامل پرداخت پول و ارسال هدیه می‌شود اغلب تنها از طریق ارتباط آنلاین و مجازی صورت می گیرد. سلطه گران مالی معمولا از طریق وبسایت شخصی، شبکه‌های اجتماعی مثل توییتر و دیگر پلتفرمهای آنلاین خود را در معرض نمایش قرار می‌دهند.
در اکثر موارد دونفر این رابطه هیچ‌وقت یکدیگر را ملاقات نمی‌کنند چراکه این فعالیت در درجه اول در دسته‌ی سلطه‌گری از راه دور قرار می‌گیرد. در مواردی خاص و استثنایی ممکن است که فرد سلطه‌پذیر مالی در زمان خرید و برداشت پول سلطه‌گر مالی را به صورت حضوری همراهی کند. سلطه‌گری مالی معمولا با دیگر فعالیتهای بی‌دی‌اس‌ام ترکیب می‌شود. بعضی از روابط سلطه مالی یا  با یک بار پرداخت شکل می‌گیرد و بعضی دیگر شامل پرداخت‌های متناوب پول است و یا حتی فرد سلطه‌پذیر ممکن است شناسه و رمز عبور حساب بانکی خود را به سلطه‌گر مورد نظر خود دهد و به او اجازه برداشت مستمر اعطا کند.

نشانه‌های چنین رابطه‌ای در یک رابطه‌ی میان‌فردی نیز ممکن است وجود داشته باشد اما در مقایسه با رابطه‌ای که مبتنی بر تبادل کل قدرت یا همان ارباب/بردگی است بسیار تفاوت دارد. در رابطه‌ی نوع دوم فرد سلطه‌پذیر ممکن است تمام پس‌انداز مالی و درآمد و یا حتی خودمختاری خودش را به فرد سلطه‌گر تقدیم کند. باوجود اینکه صمیمیت و رابطه بسیار نزدیک عاطفی برخلاف پویایی ساختار سلطه‌گری مالی است اما غیر معمول نیست که هر دو شریک یک رابطه صمیمی نیز داشته باشند. رابطه‌ی سلطه‌گری مالی با رابطه‌ی شوگر بیبی نیز متمایز است چراکه در رابطه شوگر بیبی، شوگر مامی/ددی به فردی که «بچه» تلقی می‌شود در ازای ایجاد رابطه، پول و هدیه می‌دهد اما با اینحال لزوما هیچ عنصر واضحی از تبادل قدرت و سلطه‌گری و کنترل در آن وجود ندارد. در سلطه‌گری مالی، فرد مطیع در ازای پول هیچ انتظاری از تماس جنسی ندارد و اغلب هیچ گونه تماس فیزیکی و جنسی بین دو طرف ایجاد نمی‌شود. 

## واکنش‌ها و انتقادات
از سال ۲۰۱۳ میلادی، مقالات متعددی در مورد سلطه‌گری مالی در رسانه های چاپی معروف و مجلات آنلاین منتشر شده‌است. برخی از آنها تنها گزارش هستند و برخی دیگر این پدیده را مورد بررسی انتقادی قرار داده‌اند. گروهی از این نویسندگان این سؤال را مطرح می کنند که آیا تسلط مالی در واقع یک گرایش جنسی است یا خیر. اکثر بردگان پولی و سلطه‌پذیران اعتماد به نفس پایینی دارند و در برخورد با فرد مقابل رابطه احساس نا‌امنی دارند. معمولا اولین تماس افراد با سلطه‌گری مالی کاملاً تصادفی است، برای مثال هنگام گشت و گذار در سایت های بی‌دی‌اس‌ام یا هنگام جستجوی خدمات مالی با این پدیده روبرو ‌می‌شوند. 
با گذر زمان، پرداخت و هدیه دادن برای بسیاری تبدیل به یک اعتیاد می شود که در بدترین حالت آن می تواند منجر به ورشکستگی مالی شود. این به نوبه خود سه دلیل دارد. اول، در دسترس بودن راحت و همیشگی این پدیده بر روی اینترنت. دوم، ایجاد یک منیپولیشن یا دستکاری عاطفی هدفمند توسط سلطه‌گر مالی چراکه بسیاری از سلطه‌گران مالی از مسئولیت بزرگ خود در این رابطه آگاه نیستند. ثالثاً، این واقعیت که وابستگی روانی خصوصا در این نوع از رابطه یک نیاز دوطرفه و یک امر ضروریست.